# Laundry Service
Laundry Service（ランドリーサービス）は、歌手のシャキーラによる5枚目のスタジオアルバム。
2001年11月13日に正式にリリースされた。

## 解説
今日まで、このアルバムは世界中で2000万枚を売り上げ、世界のさまざまな地域でゴールドとプラチナのレコードがアルバムから6枚のシングルがリリースされた。
リードシングル「Whenever、Whereever」は国際的なヒットとなり、オーストラリア、オーストリア、フランス、ドイツ、イタリア、スペインなどの国々でチャートの1位になった。英語のセカンドシングル「UnderneathYourClothes」は、オーストラリア、オーストリア、ベルギーのチャートを上回り、成功を繰り返した。
どちらのシングルも、英国と米国でトップ10に入っていた。
スペイン語のシングル「TeDejoMadrid」と「QueMeQuedesTú」はヒスパニック地域で好成績を収め、それぞれスペインと米国のラテンチャートでヒット曲になった。 4番目のシングル「」は世界中のほとんどの国でトップ10ヒットになり、6番目の最後のシングル「TheOne」は中程度の商業的成功を収めた。
アルバムを宣伝するために、シャキーラは2002年から2003年の間にマングースのツアーに乗り出した。これは彼女の最初の主要な世界ツアーであり、彼女は多くの国や都市を訪れた。

## トラック
1. Objection (Tango)
2. Underneath your clothes
3. Whenever Wherever
4. Rules
5. The One
6. Ready for the good times
7. Fool
8. Te Dejo Madrid
9. Poem to a horse
10. Que me quedes tú
11. Eyes like yours
12. Suerte (Whenever Wherever)
13. Te aviso, te anuncio (Tango)